# Kurzes Eck
Das Kurze Eck ist ein 451,3 Meter hoher Berg im Pfälzerwald.

## Geographie

### Lage
Das Kurze Eck befindet sich innerhalb der Gemarkung von Elmstein. Südwestlich des Berges erstreckt sich der Ortsteil Iggelbach und an seinem Nordwestfuß der Ortsteil Röderthal. Entlang seines Südfußes verläuft der Iggelbach und entlang seines Nordwestfußes der Haselbach. Benachbarte Berge sind die Bloskülb im Westen, der Bierenberg im Süden, der Mönchsberg im Nordosten und der Grünberg im Osten.

### Naturräumliche Zuordnung
1. Großregion 1. Ordnung: Schichtstufenland beiderseits des Oberrheingrabens
2. Großregion 2. Ordnung: Pfälzisch-saarländisches Schichtstufenland
3. Großregion 3. Ordnung: Pfälzerwald
4. Region 4. Ordnung (Haupteinheit): Mittlerer Pfälzerwald
5. Region 5. Ordnung: Tal-Pfälzer-Wald

## Kultur
An seinem Ostfuß befindet sich der Ritterstein 104, der die Aufschrift „Treffnix trägt“. Er verweist auf einen einstigen Schießstand, an dem Förster und Jäger verkehrten; im Volksmund wurde er satirisch „Treffnix“ genannt.

## Tourismus
Über den Berg verläuft ein Wanderweg, der mit einem blau-roten Balken markiert ist und von Kirchheimbolanden bis nach Pirmasens führt.

## Verkehr und Infrastruktur
Entlang seines Südfußes verläuft die Kreisstraße 17 und über die nordwestflanke die Kreisstraße 19. Im Nordosten von Iggelbach am Fuß des Berges befindet sich das nach ihm benannte Neubaugebiet „Kurzes Eck“; eine dortige Straße trägt den Namen „Kurzenecker Straße“.